# Per Jacobsen
Per Jacobsen (født 1981) er en dansk forfatter.
Han havde debut i 2018 efter at have vundet en dansk skrivekonkurrence. 
Debutromanen var Spejlkabinettet.
Siden har han udgivet en række thrillerromaner med overnaturlige elementer, herunder trilogien Udhængt.
I 2024 var juleromanen 25 Days på bestsellerlisten i USA og Storbritannien.
Jacobsen udgiver gennem sit eget mikroforlag HumbleBooks, som hans kone administrerer.
Udgivelserne er hovedsagligt blevet solgt gennem Amazon og til engelsksprogede læsere. 
I 2025 forlød det at Jacobsen havde skrevet kontrakt med det store amerikanske forlag Simon & Schuster.
Jacobsen stammer fra Ødis-Bramdrup.
Han bor i Sydspanien med kone og børn.